# ビル・タルバート
ビル・タルバート（Bill Talbert, 1918年9月4日 - 1999年2月28日）は、アメリカ・オハイオ州シンシナティ出身の男子テニス選手。フルネームは William Franklin Talbert （ウィリアム・フランクリン・タルバート）という。キャリアを通じてダブルスに優れ、全米選手権で男子ダブルス4勝と混合ダブルス4連覇を達成し、全仏選手権でも1950年に男子ダブルス優勝を記録した。シングルスでは1944年と1945年の2年連続で、全米選手権の男子シングルス準優勝があり、2年連続でフランク・パーカーに連敗した。彼は糖尿病を克服してテニス経歴を築いたことでも知られ、生涯中に4冊の著書を残し、後年は「全米オープンテニス」の競技運営委員長として活動した。右利きの選手。

## 来歴
タルバートのテニスは、上品なグラウンド・ストロークと卓越したボレーを併せ持ち、ダブルスの戦術で群を抜いた強さを発揮した。彼は全米選手権のダブルスで、1942年-1948年の7年連続で男子ダブルス決勝に進出し、ガードナー・ムロイと組んで1942年・1945年・1946年・1948年の4度優勝した。同選手権の混合ダブルスでは1943年-1946年にかけて、マーガレット・オズボーンとの同一ペアで4連覇を達成した。彼と最も息の合ったパートナー、ムロイは2人のコンビネーションについて「ビルが主にコートの右側（フォアハンド）で前衛を打ち、私は左側（バックハンド）で後衛を受け持った」と語っている。
オハイオ州シンシナティの地に生まれたウィリアム・タルバートは、わずか10歳の時に糖尿病の診断を受けた。彼は「非接触型スポーツ」（対戦相手の身体に接触しない競技）としてのテニスに魅了され、1938年から全米選手権に出場し始めた。その直後から第2次世界大戦が勃発し、彼の同僚選手たちはアメリカの軍隊に徴兵され、軍務の傍らで全米選手権に出場するようになる。世界大戦の間も、全米選手権だけは途切れることなく続行された。タルバートは戦時中の全米選手権にも連続出場を続け、1942年にガードナー・ムロイと組んで男子ダブルス初優勝を決めた。最初の決勝戦の相手は、テッド・シュローダーとシドニー・ウッドの組であった。パートナーのムロイがアメリカ海軍の仕事についた間、タルバートは男子ダブルスで異なるパートナーと組み、1943年はデビッド・フリーマン、1944年はパンチョ・セグラと組んだが、彼らとの組み合わせでは優勝できなかった。
1943年から1946年まで、タルバートはマーガレット・オズボーンと組んで混合ダブルスに4年連続優勝を遂げた。彼は1944年と1945年の2年連続で男子シングルス決勝に勝ち進んだが、どちらもフランク・パーカーに敗れて準優勝者になった。1945年の第2次世界大戦終結と同時に、ダブルス・パートナーのガードナー・ムロイが全米選手権に戻ってくる。3年ぶりにコンビを復活させた2人は、この年の男子シングルス決勝でボブ・ファルケンバーグ＆ジャック・トゥエロ組を破って優勝した。1946年の全米男子ダブルス決勝戦は、この部門における史上最長時間試合となった。タルバートとムロイは、ドン・マクニールとフランク・ガーンジーの組に 3-6, 6-4, 2-6, 6-3, 20-18 のスコアで勝ち、総計74ゲームに及んだ長丁場を制した。この試合の思い出が、後年に競技運営の分野で生かされることになる。
男子団体戦のデビスカップや、全豪選手権・全仏選手権・ウィンブルドン選手権などのテニス競技大会は、世界大戦終戦後の1946年から再開された。タルバートは1946年からデビスカップのアメリカ代表選手になり、団体戦でもダブルス戦に多く起用された。1947年には全豪選手権でオーストラリアに初遠征し、シングルス2回戦でビル・シッドウェルに敗れた。（シッドウェルとタルバートは、同年の全米選手権で男子ダブルスのペアを組んだ。）1950年にはキャリアで唯一の全仏選手権とウィンブルドン選手権に遠征し、全仏選手権で当時20歳のトニー・トラバートと組んで男子ダブルス優勝を果たし、シングルスでもバッジ・パティーとの準決勝まで進出した。ウィンブルドンでは、シングルス準々決勝でパティーに連敗する。1951年のデビスカップで、アメリカ・チームは1回戦で日本代表チームと当たった。世界大戦敗戦国となった日本は、終戦の6年後にようやくデビスカップ復帰を認められ、この年からテニスの海外遠征を再開した。タルバートは対日本戦の第3試合ダブルス戦に、トラバートとのペアで出場し、藤倉五郎と中野文照の組を 6-0, 6-2, 10-8 のストレートで退けた。直後の全米選手権では、シングルス3回戦でタルバートと中野が顔を合わせた。中野とのデ杯ダブルス戦・全米シングルス3回戦の単複対決を通じて、ビル・タルバートは終戦直後の日本テニス界ともつながりを持った。
ビル・タルバートとガードナー・ムロイは、全米選手権の男子ダブルスで1942年・1945年・1946年・1948年・1950年・1953年の6度、同一ペアで決勝に進出した。これは1905年から1911年まで「7年連続」全米男子ダブルス決勝に進出したフレッド・アレクサンダー＆ハロルド・ハケット組に次ぐ大会歴代2位記録である。タルバートは1953年から1957年まで、デビスカップでアメリカ・チームのキャプテンを務めた。
タルバートは1954年全米選手権の4回戦敗退を最後に競技生活から引退し、その後4冊の著書を執筆した。2冊の技術書に加えて、自伝と歴史書が残されている。
- The Game of Doubles in Tennis （テニスのダブルス・ゲーム）　［初版出版年：1957年］
- Playing for life; Billy Talbert's story （生きるためのテニス：ビリー・タルバートの物語）　［初版出版年：1959年］
- The Game of Singles in Tennis （テニスのシングルス・ゲーム）　［初版出版年：1962年］
- Tennis Observed; the USLTA men's singles champions, 1881-1966 （テニス観察：全米選手権男子シングルス優勝者、1881年-1966年）　［初版出版年：1967年］

“Playing for life”は彼の自伝で、糖尿病と闘いながらのテニス人生をまとめた本である。4冊目の著書“Tennis Observed”は全米選手権男子シングルスの歴史書で、抽選表などの貴重な記録が残っており、最近オープンしたデータベース・サイト「グランドスラム・テニス・アーカイブ」の基礎資料にも用いられた。
引退後のタルバートは「合衆国連邦銀行券印刷社」（United States Banknote Corporation）に勤務し、テニス競技大会の運営活動にも携わった。1967年に国際テニス殿堂入り。彼は1971年-1975年と1978年-1987年の期間にわたり、全米オープンテニスの競技運営委員長を務めた。テニスの試合において、現在のようにゲームカウント「6-6」になった時点でタイブレークによりセットの勝敗を決める方式は、タルバートが全米オープン競技委員長の立場で推進したものである。それまでは、一方が2ゲーム勝ち越すまでセットを続けた場合、そのセットの決着に長時間を要する試合が多く、選手たちの消耗が激しかった（タルバート自身の試合でも1946年全米選手権の男子ダブルス決勝第5セットで「20-18」までもつれた）。テニスグランドスラム大会でも、全米オープンだけは最終セットでもゲームカウントが 6-6 になった時はタイブレークで勝敗を決定する。タルバートの時代には、全米オープンの試合会場をニューヨーク市内の「フォレストヒルズ」（正式名称：ウエストサイド・テニスクラブ）から現在地「フラッシングメドウ・ナショナルテニスセンター」への移転も行われた。
晩年は持病の糖尿病の悪化もあり、肩と骨盤を痛めるなどの闘病生活を送っていたという。1999年2月28日、ウィリアム・フランクリン・タルバートはニューヨーク市マンハッタンの自宅で80年の生涯を閉じた。

## 4大大会ダブルス優勝
- 全仏選手権　男子ダブルス：1勝（1950年）
- 全米選手権　男子ダブルス：4勝（1942年・1945年・1946年・1948年）／混合ダブルス：4勝（1943年-1946年）　［男子シングルス準優勝2度：1944年・1945年］